# Herman Divendal

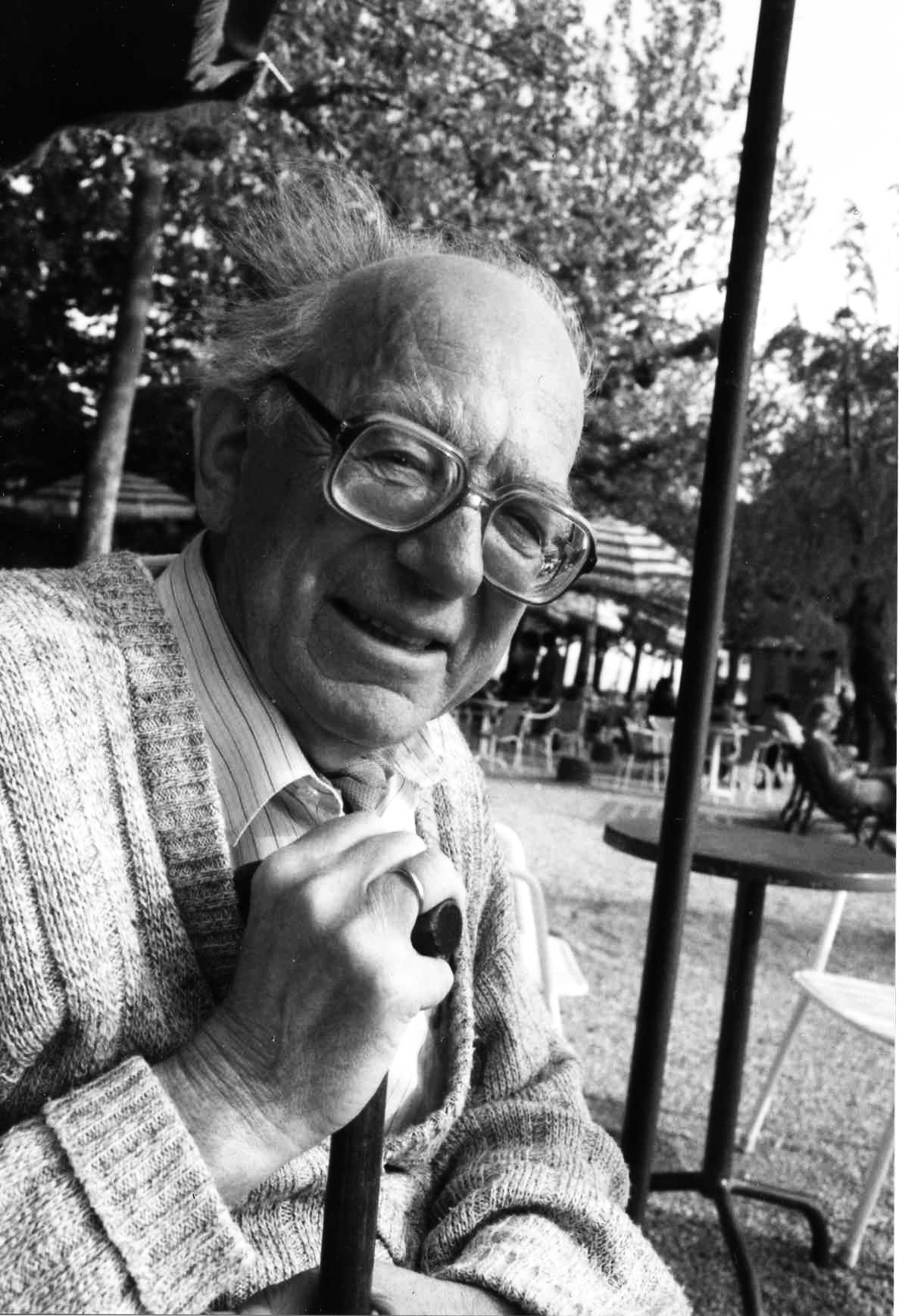
Herman Divendal in 1989

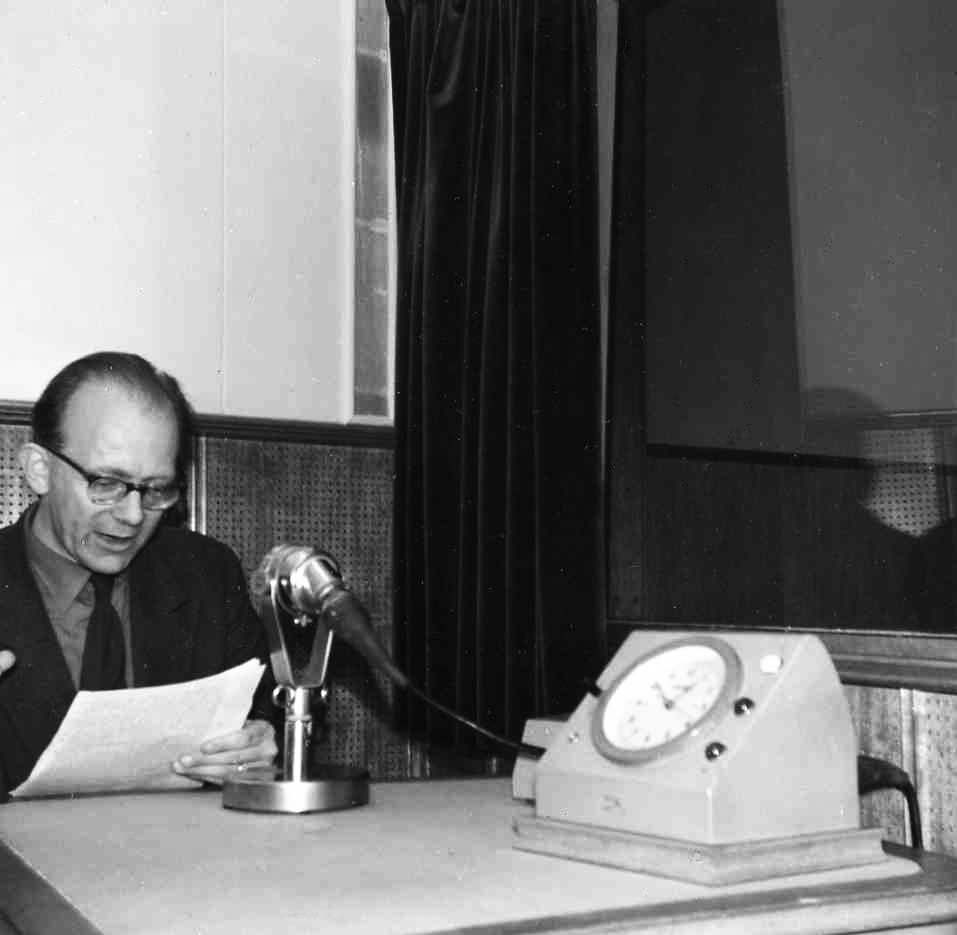
Herman Divendal bezig met radiolezing (1958)

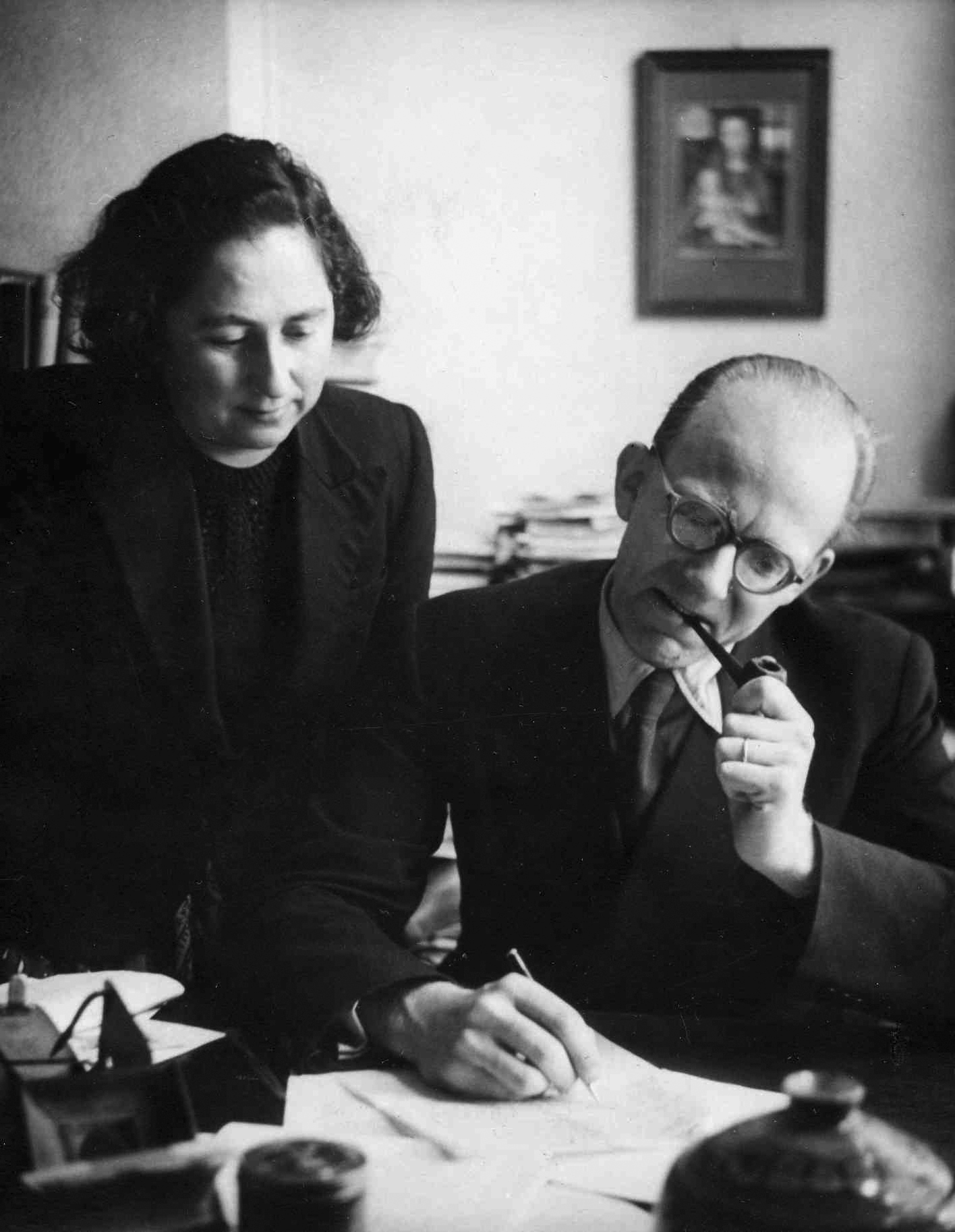
Herman Divendal met zijn vrouw Jet Divendal-Belinfante (1958)

Herman Lodewijk Maria Divendal (Amsterdam, 5 februari 1914 – Heemstede, 4 juni 1992) was Nederlands schrijver en katholiek publicist.

## Biografie
Divendal was de oudste uit een Amsterdams arbeidersgezin (vader schoenmaker en koster van parochiekerk "De Liefde").
Hij ging aanvankelijk naar de ambachtsschool, maar na twee jaar voelde Divendal zich meer geroepen tot het priesterschap en begon de studie daarvoor op het kleinseminarie Hageveld te Heemstede. Na nog twee jaar filosoficum op het grootseminarie te Warmond haakte hij in 1936 af. De buitenwereld lokte meer dan een celibatair bestaan als priester.
Zijn geloof bleef Divendal echter trouw en koos hij voor het schrijverschap in dienst van het katholicisme. Al snel publiceerde hij artikelen in onder meer De Nieuwe Eeuw (onder redactie van Jan Engelman). Ook schreef hij liederen voor Kolpingjongeren en de Josephgezellen van zijn parochiekerk De Liefde in Amsterdam. Acteur Anton Sweers, oprichter en directeur van Ons Leekenspel, verleende hem een eerste prijs met een ingezonden toneelstukje voor katholieke jongeren en bezorgde hem zijn eerste baan als redacteur voor zijn blad Spelewei.
In 1937 werd Divendal door priester Fons Diepenbrock - neef van de componist Alphons Diepenbrock - “voorlopig zonder zekerheid” aangenomen als secretaris van de Katholieke Actie / Actie voor God. Hij zou er lange tijd blijven.
Op een landdag in 1939 voor leiders en leidsters van Kolping en De Graal ontmoette Herman Divendal Henriëtte Belinfante (Jet) - zij was van Joodse afkomst, met wie hij onmiddellijk na het uitbreken van de oorlog in 1940 trouwde en zich in Heemstede vestigde.
Het paar stichtten doelbewust een gezin met twaalf kinderen: het was volgens hen het heilige getal van volmaaktheid. De kinderen werden allen naar een heilige genoemd (tussen haakjes de roepnamen waarmee de kinderen door het leven gingen) : Johannes (Jan) (1941), Maria (Mieke) (1943), Lidwina Maria (Lidwien) (1944), Veronica Susanna Maria (Veronica) (1946), Leonardus Victor (Leo) (1947), Hermanus Jozef (Herman) (1948), Paulus (Paul) (1950), Franciscus (Frank) (1951), Margarita Maria (Margriet) (1953-1998), Joseph (Joost) (1955-2010), Petrus (Pieter) (1956) en Martinus (Maarten) (1958).
De oudste van de kinderen zou later zichzelf en zijn broers en zussen als volgt karakteriseren: de eerste paar kinderen in het gezin bewandelden aanvankelijk het geijkte pad van de roomse Divendallen. De tweede lichting was 'meer type sociale academie' en de laatste lichting zou tot de vrijgevochten generatie van het maakbare Nederland behoren.
In 1964 werd Herman Divendal directeur van de Actie voor God, tot de opheffing van het bureau in 1973. In 1966 werd Divendal door priester-socioloog Walter Goddijn binnengehaald in de staf van het Pastoraal Instituut van de Nederlandse Kerkprovincie (PINK). Tussen 1965 en 972 verzorgde hij de Pastorale Gids, een losbladige encyclopedie in vijf banden, voor kerkvernieuwers in het veld. Voor de duur van het Nederlands Pastoraal Concilie werd Herman Divendal benoemd tot perschef van dat concilie in Noordwijkerhout, in welke functie hij het moderniseringsproces van de katholieke kerk in Nederland, internationaal op de kaart mocht zetten. Dit was het hoogtepunt in zijn journalistieke carrière.
Als ‘leek’ heeft Divendal zijn geloof in de kerk van Christus in talloze acties en publicaties op eigen initiatief, dan wel op verzoek van het college van kardinaal en bisschoppen, maar altijd met behoud van het principe van onafhankelijke journalistiek, uitgedragen. Die onafhankelijkheid werd hem ontnomen na de benoeming door Rome van twee conservatieve bisschoppen (mgr. Simonis in 1970, mgr. Gijsen in 1972), die een stevige rem op de kerkvernieuwingen zetten. Zij eisten voortaan vooraf inzage in de teksten van Divendal. Dat weigerde Herman (“Ik dien slechts één Heer”) en zijn bureau van de actie “Voor God” kreeg geen enkele opdracht meer: een stille coup met liquidatie tot gevolg. Divendal stelde een Witboek van de gebeurtenissen samen, nam wat schrijfklussen aan en vertaalde twee boeken, begon aan een dagboek en legde tussen 1972 en 1974 al zijn (kerkelijke) nevenfuncties neer.
In 1974 was de liquidatie van de actie Voor God een feit en werd het archief overgedragen aan het Katholiek Documentatie Centrum (KDC) te Nijmegen. Dit geschiedde na de verschijning van de biografische schets "Waar gaat het landen" in 2014 aangevuld met zijn dagboeken en enkele andere nagelaten documenten uit het familiearchief.
In 1975 werd Divendal benoemd tot overgangsdirecteur van de opleidingsschool van het Haarlemse ziekenhuis de Mariastichting; een functie die hij tot aan zijn pensioen in 1979 vervulde. In 1992 overleed Herman aan de gevolgen van een hersenbloeding.

## Nevenfuncties
Vanuit zijn werk als secretaris en later directeur van de actie “Voor God” bekleedde Divendal voor korte of langere tijd diverse nevenfuncties:
- hoofdredacteur Sursum Corda, parochieblad van het bisdom Haarlem
- bestuurslid St. Willibrordusvereniging
- bestuurslid Katholieke Bijbelstichting t.b.v. de eerste Nederlandse Bijbelvertaling rechtstreeks uit het Hebreeuws
- lid (als enige leek) van de Couturierkring Haarlem voor overleg katholieken en protestanten
- schrijvend lid Raad voor Israël voor overleg tussen Christenen en Joden
- hoofdredacteur Ouders en School
- bestuursvoorzitter van de Stichting Werkenrode

## Publicaties

### Boeken
- Harten en Maskers – roman (1951, uitg. Hofboekerij, sleutelroman)
- Bloemen uit Jezus’hof (1946, uitg. Elwa, over symboliek van Bijbelse polanten, met plakplaatjes)
- De Kerk van Christus (1961, uitg. Desclé de Brouwer/ actie Voor God)
- Met hart en ziel (1963, jubileumboek uitg. eigen beheer zusters Augustinessen, Heemstede)

#### vertaalde boeken
- Post voor het seminarie (Cath. de Hueck, uitg. De Forel, 1952)
- Post voor zusters (Cath. de Hueck, uitg. De Forel, 1954)
- Liefde, vrijheid, waarheid (George, B. Bruch, uit het Engels, De Toorts, 1974)

#### bewerkte boeken
- Het Katholieke Geloof (prof. dr. Ign. Klug, uit het Duits, 1941)
- Jij en Ik (Du und Ich, E. Aschenbrenner, uit het Duits, uitg. Zonnewende, Kortrijk, 194..)
- Biblia Sacra, platenbijbel (uit het Duits, uitg. Urbi et Orbi, Amsterdam 1949)
- Woordenboek van bijbelse symbolen (uit het Duits, kath. Bijbelstichting, 1975)

### Artikelen

#### in tijdschriften
Herman Divendal schreef onder andere voor de volgende tijdschriften:
- De Nieuwe Eeuw (1936-1937)
- Bouwen (1936-1939)
- St. Gregoriusblad (1937-1938)
- Spelewei (1937-’52)
- Actio Catholica (1937-1956)
- Sursum Corda (1946-1963)
- Analecta van het bisdom Haarlem (1956 en 1963)
- St. Willibrord Apostolaat (1960-1961)
- De Bazuin (tussen 1952-1956)
- Ouders en School (1961-1965)
- Christus en Israël (1962-1969)
- G3 (1958)
- De Mast (Mariastichting Haarlem 1975-1979), special: “Dag van gisteren” over de geschiedenis van de Mariastichting (1979)
- Verbum (Belangrijke symbolen in de wereld van de bijbel, HKI, 1976)

#### in boeken, onder meer
- voor het fonds van uitg. Ons Leekenspel, onder meer: veel liedteksten, essays, heiligenverhalen, kerkelijke feesten, het grote gezinsboek (tussen 1937-1955)
- laatste hoofdstuk in Het concilie in kort bestek (uitg: Romen&zonen 1966)
- Pastoraal Concilie in de publiciteit (1970, PINK)

#### Brochures
onder meer
- De smalle boekjes reeks (uitg. Kinheim Heiloo /KA 1946-’56)
- Idil, katholieke lectuurvoorziening (jubileumuitgave Stichting Idil, 1950)
- Pro Deo (25 jaar actie “Voor God”, 1961)
- AO-reeks, nr.1414 ‘Roerige Kerk’ (St. Ivio 1972)

#### Tijdschriften
- De Hoeksteen (uitg. actie “Voor God” / Postbus 2 Heemstede, 1956–’65)
- Vademecum: de Pastorale Gids (actie "Voor God", 1966-1972)

## Meer lezen
Herman Divendals leven en nalatenschap is na zijn overlijden onder eindverantwoordelijkheid van zijn dochter Lidwien in het boek "Waar gaat het Landen?" (2014) verwerkt. Het is een drieluik, bestaande uit biografie, bloemlezing en bibliografie van Herman Divendal die als leek een belangrijke rol speelde in katholiek Nederland. Het doel van dit boek was in de eerste plaats het in beeld brengen van Herman Divendal, maar geeft ook een stuk geschiedenis van de katholieke kerk in Nederland.